# Диброва (Подгайцевская сельская община)
Диброва (укр. Діброва) — село в Подгайцевской сельской общине Луцкого района Волынской области Украины.
Код КОАТУУ — 0721880803. Население по переписи 2001 года составляет 230 человек. Почтовый индекс — 45200. Телефонный код — 3365. Занимает площадь 0,531 км².

## История
В 1946 году указом ПВС УССР хутор Домброва переименован в Диброву.
До 2020 года входило в Киверцовский район.